# Salvor

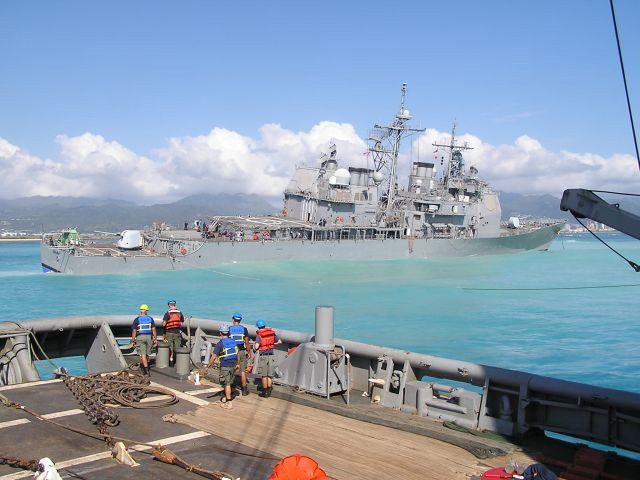
Die Salvor (Vordergrund) und andere Schiffe bei der Abbergung der Port Royal von einem Riff vor Pearl Harbor im Februar 2009

Die USNS Salvor (T-ARS-52) ist ein hochseetaugliches amerikanisches Bergungsschiff der Safeguard-Klasse des Military Sealift Command der United States Navy (seit 12. Januar 2007). Es ist als United States Naval Ship (USNS) in Dienst gestellt und gehört zur U.S. Navy Combat Logistics Support Force.
Erbaut wurde es in der Werft Peterson Builders, Sturgeon Bay (Wisconsin). Der Stapellauf erfolgte 1984. Der Schiffsrumpf ist aus Stahl gefertigt und für den Einsatz in vereisten Gebieten am Bug verstärkt.
Sein Heimathafen ist Pearl Harbor auf Hawaii.
Der Antrieb erfolgt mit vier Dieselmotoren (Caterpillar 399), die Leistung beträgt 3,1 Megawatt an der Welle, was 4.200 Wellen-Pferdestärken (shp) entspricht. Die beiden Propeller sind Verstellpropeller mit Kortdüsen. Die LüA beträgt 77,7 Meter, die Verdrängung beträgt beladen 3.335 Tonnen, unbeladen 2.509 Tonnen. Die Höchstgeschwindigkeit beträgt 15 Knoten. Die Besatzung ist überwiegend zivil (26 Zivilisten, 4 Soldaten).

## Einsatzzweck
- Bergung
- Schleppen

## Ausrüstung

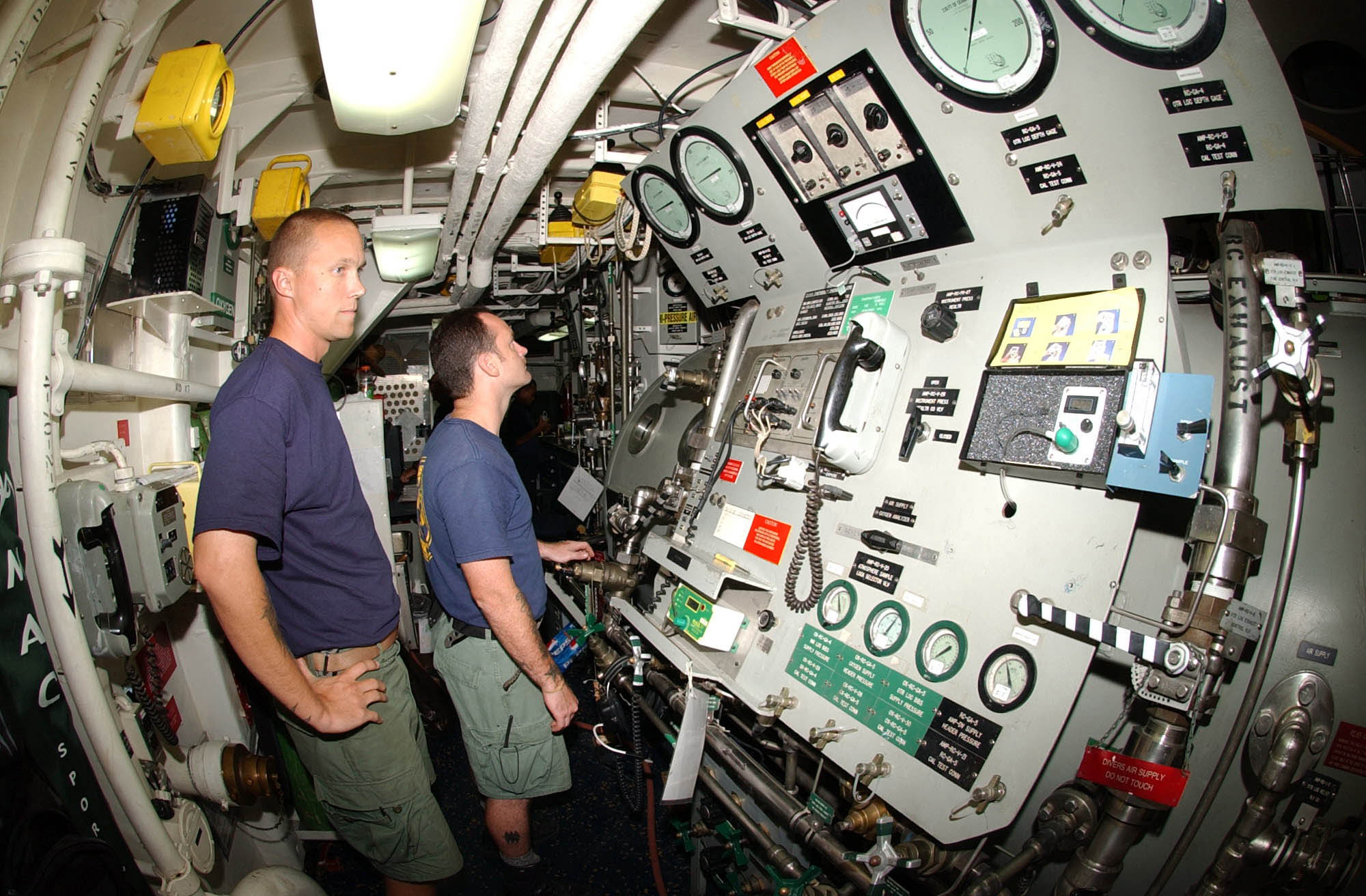
Dekompressionskammer an Bord des Schiffes

- Drei Löschkanonen für die Feuerbekämpfung mit wasserfilmbildendem Schaummittel (AFFF), gemischt mit Seewasser, mit einer Förderleistung von je 3,79 m³/min. Die Salvor hat einen Tank für Schaummittel mit einem Fassungsvermögen von 3600 Gallonen.
- Kräne
  - 7,5 t Nutzlast am Bug
  - 40 t Nutzlast am Heck
- Winsch (Doppeltrommel) mit einem Pfahlzug von 68 Tonnen und einem Stahlseil mit 914,4 Metern (3000 Fuß) Länge und 56,9 Millimetern (2,24 Inches) Durchmesser
- Anker mit Winden
  - Patentanker, stocklos mit einem Gewicht von 3,636 Tonnen (8000 Pfund)
  - Patentanker mit einem Gewicht von 2,727 Tonnen (6000 Pfund)
- Beiboote
  - zwei Aluminiumboote (je 10,66 m Länge) für Arbeitszwecke
  - zwei Festrumpfschlauchboote (je 4,26 m Länge) für Arbeitszwecke
- Taucherausrüstung (SCUBA) inkl. Korb
  - Dekompressionskammer
- Bordwaffen
  - zwei 25-mm-Maschinenkanonen M242 Bushmaster
  - zwei 12,7-mm-Browning-M2-Maschinengewehre

## Einsätze
(unvollständig)
- Zuletzt (März 2010) Gelbes Meer: Suche nach der Cheonan